# Responsabilité collective
La responsabilité collective est un concept renvoyant à la responsabilité sociale des organismes, des groupes et des sociétés. La notion de responsabilité collective, au sens de culpabilité collective, peut se traduire par un châtiment collectif, procédé ayant cours dans des institutions fermées comme des pensionnats (c'est-à-dire punir une classe entière pour les actes d'un élève, identifié ou non), des unités militaires, des centres de détention, des centres psychiatriques... L'efficacité et la gravité de ces sanctions est très variable mais elle nourrit souvent la méfiance et l'isolement parmi les membres. Historiquement, le châtiment collectif constitue un aspect des tendances autoritaristes de l'institution ou de sa société d'origine,.
Dans le domaine de l'éthique, des individualistes méthodologiques et des individualistes normatifs remettent en cause la notion de responsabilité collective. Normalement, seuls les agents individuels portent le poids des actes qu'ils ont engendré de leur plein gré. La notion de culpabilité collective semble nier la responsabilité morale individuelle. Les systèmes de droit pénal contemporains reconnaissent le principe suivant lequel la culpabilité n'est que personnelle.

## Aspects éthiques
Dans le domaine de l'éthique, les individualistes tant méthodologiques et normatifs remettent en cause la validité d'une responsabilité collective.

« Les individualistes méthodologiques contestent la simple idée d'associer une volonté morale aux groupes, en tant qu'entité distincte de ses membres individuels, et les individualistes normatifs soutiennent que la responsabilité collective enfreint à la fois les principes de responsabilité individuelle et ceux d'équité. (Stanford Encyclopedia of Philosophy) »

Normalement, seuls les agents individuels portent le poids des actes qu'ils ont engendré de leur plein gré. La notion de culpabilité collective semble nier la responsabilité morale individuelle. Quel est le sens d'une responsabilité collective ? L'histoire regorge d'exemples où un homme lésé a cherché a se venger non seulement sur la personne qui l'a lésé mais aussi sur les autres membres de sa famille, sa tribu, son groupe ethnique, sa communauté religieuse ou nationale.

## Châtiment collectif

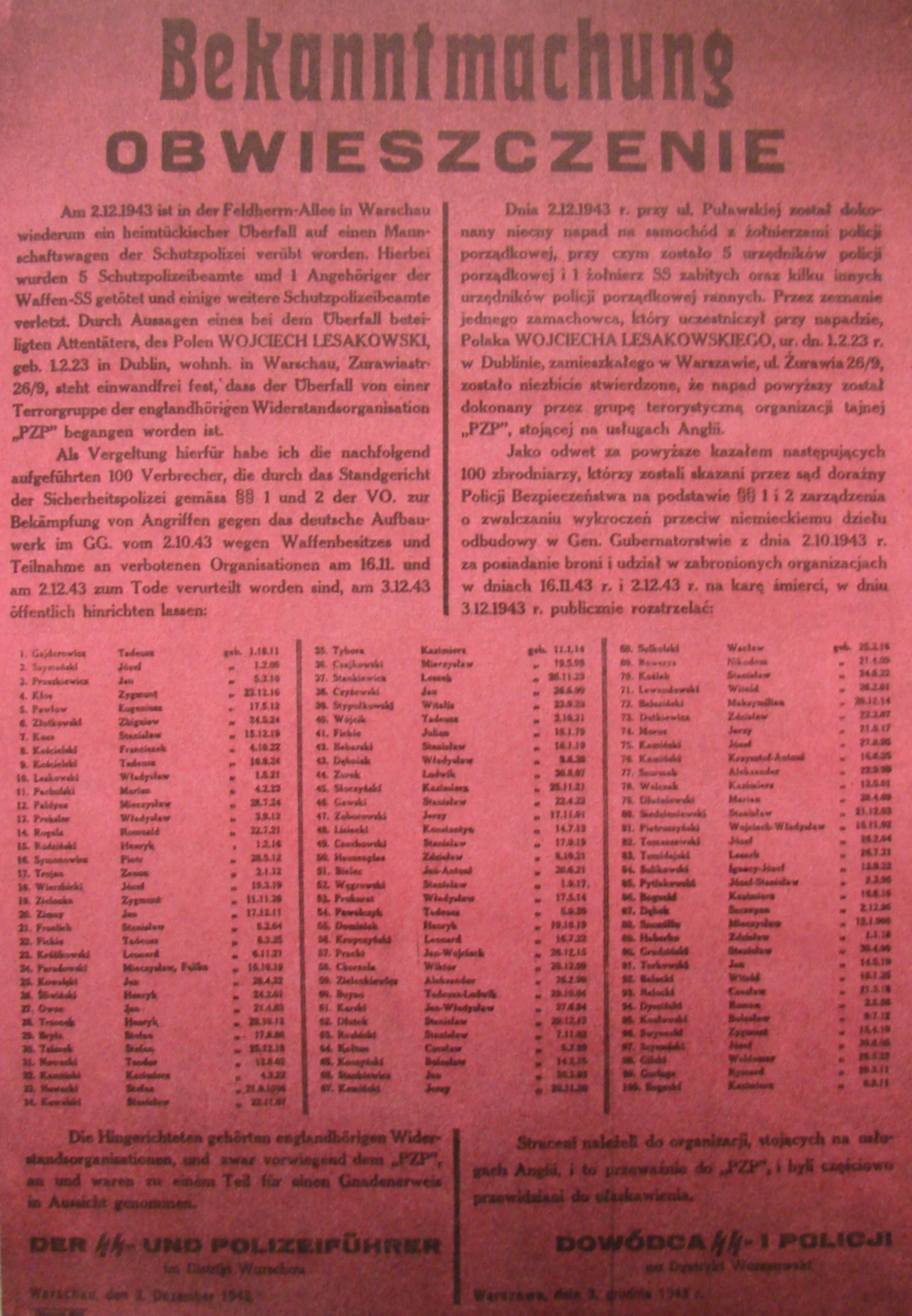
Annonce de l'exécution de cent otages polonais raflés, à titre de vengeance après l'assassinat de cinq policiers allemands et d'un membre de la Schutzstaffel par l'Armia Krajowa (que le texte désigne sous le nom d'« organisation terroriste au service des Britanniques ») en Pologne occupée. Varsovie, 2 octobre 1943.

La notion de responsabilité collective peut se traduire par un châtiment collectif, procédé ayant cours dans des institutions fermées comme des pensionnats (c'est-à-dire punir une classe entière pour les actes d'un élève, identifié ou non), des unités militaires, des centres de détention, des centres psychiatriques... L'efficacité et la gravité de ces sanctions est très variable mais elle nourrit souvent la méfiance et l'isolement parmi les membres. Historiquement, le châtiment collectif constitue un aspect des tendances autoritaristes de l'institution ou de sa société d'origine. Ainsi, dans les goulags soviétiques, tous les membres d'une « brigade » (unité de travail) étaient punis si n'importe quel membre n'adoptait pas le comportement attendu.
Le châtiment collectif est aussi pratiqué dans des contextes de guerres, de sanctions économiques et d'autres situations, selon le postulat d'une culpabilité collective. La culpabilité collective, ou la culpabilité par association, est une doctrine collectiviste controversée voulant qu'un individu rattaché à un certain groupe porte la responsabilité des actes ou comportements d'autres membres du même groupe, même si cet individu n'y a pas participé. Les systèmes pénaux contemporains reconnaissent le principe selon lequel la culpabilité ne peut être que personnelle.
Pendant l'occupation du Troisième Reich en Pologne, les Allemands ont appliqué le principe de responsabilité collective : tout secours offert à une personne de religion ou d'origine juive est punie de mort, non seulement contre les sauveteurs eux-mêmes mais aussi contre leurs familles (en),,. L'occupant a pris soin de largement diffuser l'information,. Sous l'occupation, pour chaque nazi tué par un Polonais, entre 100 et 400 otages polonais étaient fusillés en représailles. Les communautés étaient tenues pour responsables, à titre collectif, des contre-attaques de Polonais contre les armées de l'envahisseur. À partir de septembre 1939, tandis que les troupes de la Wehrmacht avancent en Pologne, des otages sont raflés puis assassinés en masse chaque jour.
Un autre exemple de châtiment collectif est l'issue de la Seconde Guerre mondiale : les Allemands installés en Europe centrale et orientale sont tenus pour responsables des crimes nazis, ce qui provoque des atrocités ainsi qu'un vaste mouvement d'expulsions (voir : Fuite et expulsion des Allemands entre 1944 et 1950 et décrets Beneš).
D'après A. Dirk Moses (en), spécialiste des génocides, « dans le domaine universitaire, et plus encore dans le discours général, la culpabilité collective est une notion inacceptable ; elle représente, à mon sens, une clé de voûte dans la pensée génocidaire ».

## En politique
Dans certains pays dotés d'un régime parlementaire, par convention, tous les membres d'un cabinet doivent soutenir publiquement l'ensemble des décisions du gouvernement, même s'ils sont en désaccord. Les membres du cabinet qui veulent faire part de leurs critiques doivent démissionner de leurs fonctions, sinon ils sont limogés.
Le corollaire de cette responsabilité collective est que le cabinet entier doit démissionner si le parlement vote une motion de censure.

## En droit
Quand deux personnes sont responsables d'une même obligation, la portée de leur responsabilité conjointe varie selon les juridictions.

### Droit international humanitaire
La première conférence de La Haye interdit aux occupants d'infliger des peines collectives aux populations civiles.

« Aucune peine collective, pécuniaire ou autre, ne pourra être édictée contre les populations à raison de faits individuels dont elles ne pourraient être considérées comme solidairement responsables. »

Dans le cadre d'une guerre, le Protocole II des Conventions de Genève interdit certaines exactions collectives contre la population civile. Ainsi, les représailles sont interdites ; en outre, « ni la population civile en tant que telle ni les personnes civiles ne doivent être l'objet d'attaques. Sont interdits les actes ou menaces de violence dont le but principal est de répandre la terreur parmi la population civile. »

## Dans le domaine commercial
À mesure que les pratiques appelées responsabilités sociétales et durabilité progressent et s'alignent sur les responsabilités des gouvernements et des citoyens, l'expression « responsabilité collective » est d'usage de plus en plus courant.
La responsabilité collective s'applique largement aux entreprises ; l'effectif entier est tenu responsable des carences dans l'atteinte des objectifs commerciaux (par exemple, les bénéfices attendus), indépendamment de la performance des individus ou équipes, qui peuvent avoir satisfait voire surpassé les objectifs dans leur domaine.